# Ølen
Ølen – norweskie miasto i dawna gmina leżąca w regionie Rogaland.
Ølen była 343. norweską gminą pod względem powierzchni. W roku 2006 granice gminy zostały rozszerzone, a jej nazwa zmieniona z Ølen na Vindafjord.

## Demografia
W roku 2005 gminę zamieszkiwało 3420 osób. Gęstość zaludnienia wynosiła 18,52 os./km². Pod względem zaludnienia Ølen zajmowała 250. miejsce wśród norweskich gmin.
| ludność stan na 1 stycznia 2005 |         |           |       |
|                                 | kobiety | mężczyźni | razem |
| osób                            | 1712    | 1708      | 3420  |
| %                               | 50,06%  | 49,94%    | 100%  |

| wykształcenie stan na 1 października 2004 |        |         |        |        |
|                                           | podst. | średnie | wyższe | niezn. |
| osób                                      | 532    | 1600    | 415    | 83     |
| %                                         | 20,23% | 60,84%  | 15,78% | 3,16%  |

## Edukacja
Według danych z 1 października 2004:
- liczba szkół podstawowych (norw. grunnskolar): 4
- liczba uczniów szkół podst.: 478

## Władze gminy
Według danych na rok 2005 administratorem gminy (norw. rådmann) był Arild Karlsen, natomiast burmistrzem (norw. ordfører, d. borgermester) był Arne Bergsvåg.